# Kosmovac
Kosmovac (serbisch in kyrillischer Schrift: Космовац) ist eine Siedlung im südöstlichen Serbien, am Fuße des Suva-Planina-Gebirges. Nach der Volkszählung von 2002 leben 110 Menschen in Kosmovac. Politisch gehört Kosmovac zur opština (Großgemeinde) Bela Palanka und zum Bezirk Pirotski okrug.

## Bevölkerungsentwicklung
| Jahr | Einwohner |
| ---- | --------- |
| 1948 | 411       |
| 1953 | 423       |
| 1961 | 363       |
| 1971 | 263       |
| 1981 | 194       |
| 1991 | 140       |
| 2002 | 110       |